# Alkmaarder- en Uitgeestermeer
Het Alkmaarder- en Uitgeestermeer is een tweelingmeer dat bestaat uit het noordelijk gelegen Alkmaardermeer en het Uitgeestermeer in het zuidwesten.
Het meer heeft een oppervlakte van 660 hectare en is zeer geschikt voor de watersport. Het gebied in het noordoosten, Deilings, is geschikt voor snelle watersport. Rondom en in het meer liggen enkele recreatieterreinen:
- Dorregeest
- De Hoorne
- Uiterdam
- De Woudhaven
- Zwaansmeer
- eiland de Pannekoek

Aan de noordzijde nabij Akersloot sluit het aan op het Noordhollandsch Kanaal, dat in noordelijke richting naar Alkmaar leidt en in oostelijke richting naar Purmerend. Aan de zuidwestzijde mondt het via het Uitgeestermeer uit in Uitgeest nabij de A9. In het zuidoosten, de Wijde Stierop, mondt het uit in de Markervaart richting de Zaanstreek.
Het grootste eiland wordt gevormd door de De Woude. Andere eilanden zijn de Pannekoek nabij Dorregeest in het Limmergat (in particuliere handen, maar opengesteld voor recreatie). Verder bevinden zich er het eiland De Nes in de Dodde (eigendom van ZZV) en het Starteiland in het noordelijke deel.
Een groot deel van het gebied rondom het meer wordt beheerd door het recreatieschap Alkmaarder- en Uitgeestermeer (RAUM).